# 6 Рыси
6 Рыси (лат. 6 Lyncis) — звезда, которая находится в созвездии Рысь на расстоянии около 186 световых лет от Солнца. Имеет видимую звёздную величину +5.88, то есть, звезда может быть замечена невооружённым глазом при очень хороших условиях (полное отсутствие светового загрязнения, ясная погода). Звезда имеет, как минимум, одну планету.

## Характеристики
6 Рыси представляет собой оранжевый субгигант, превосходящий наше Солнце по массе и светимости в 1,7 и 15 раз соответственно. Температура поверхности раскалена до 5000 градусов по Кельвину. Звезда уже покинула главную последовательность, и переходит в стадию красного гиганта, согласно современной модели звёздной эволюции. Звезда удаляется от Солнечной Системы со скоростью 36 км/с. 

## Планетная система
В июле 2008 года группа японских астрономов под руководством Сато (Bun’ei Sato) объявила об открытии планеты 6 Рыси b. Её минимальная масса составляет 2,4 массы Юпитера; вращается она по слабоэллиптической орбите, совершая полный оборот приблизительно за 899 земных суток.